# Post-Black-Metal
Post-Black-Metal ist eine Spielweise des Metal, die in den 2000er Jahren entstand und insbesondere in den 2010er Jahren Popularität erlangte, sowie eine seit den 1990er Jahren gebräuchliche Sammelbezeichnung für moderne Entwicklungen, die sich historisch, ästhetisch oder stilistisch auf die zweite Welle des Black Metals berufen.

## Geschichte

### Als Sammelbezeichnung
Die Bezeichnungen entstanden in Anlehnung an die zweite Welle des Black Metals und dem von dieser gepflegten Selbstverständnis. Während die im Nachhinein als erste Welle geltenden Gruppen wie Hellhammer und Bathory die satanisch beeinflussten Texte häufig nur als Provokation oder Metapher verstanden, radikalisierten und internalisierten die Gruppen der zweiten Welle den Inhalt als Ideologie. Diese neueren Bands orientierten sich in ihrem Habitus und ihrer Musik an der ersten Welle. Gruppen wie Burzum, Darkthrone und Mayhem wollten sich von amerikanischen Vertretern des Death Metals, welche in Bermuda-Shorts und Batikhemden auftraten, abgrenzen und Metal als etwas Gefährliches verstanden wissen. Anders als ihre Black-Metal-Vorgänger spielten sie nicht mit satanischen Texten, sondern nahmen diese ernst.
Der Gitarrist, Mayhem-Gründer und Deathlike-Silence-Productions-Labelbetreiber Øystein „Euronymous“ Aarseth gilt bis heute als zentrale Figur, die das Selbstverständnis und die Entwicklung des Black Metals nachhaltig prägte. Dementsprechend begründete er eine ideologische Grundlage des Black Metals, die bis heute für viele Anhänger und Musiker Gültigkeit besitzt.

„für den Fall, dass es jemand noch nicht verstanden hat – Black Metal hat nichts mit der Musik an sich zu tun. Sowohl Blasphemy als auch Mercyful Fate sind Black Metal. Es sind die TEXTE, diese müssen SATANISCH sein. Wenn sie es nicht sind, ist es KEIN Black Metal. Wenn eine Band Satan kultiviert und anbetet, dann ist es Black Metal.“

Trotz dieser Eingrenzung auf einen ideologisch geprägten Musikstil wirkte sich die zweite Welle des Black Metals stilistisch nachhaltig auf die Metalszene aus. Nachfolgende Musikgruppen nahmen Stilideen auf, ohne sich der Ideologie zu verschreiben. Entsprechend etablierten sich zu Beginn der 1990er Jahre weitere Stilbegriffe wie Pagan Metal und Viking Metal, für die an den Black Metal angelehnten, jedoch thematisch different orientierten Musikstile.
In den folgenden Jahren kam der Begriff Post-Black-Metal erstmals für Musikgruppen auf, die sich keinem der etablierten Begriffe zuordnen ließen. Eine genaue Einordnung der Herkunft der Bezeichnung kann allerdings nicht nachgewiesen werden. Mit einer weiterhin steigenden Zahl an Musikstilen und -gruppen, die sich ästhetisch und musikalisch auf den Black Metal beriefen, stieg hingegen die Nutzung des Terminus Black Metal als umfassender Überbegriff, auch ohne den ideologischen Überbau, an. Anhänger und Musiker des ursprünglichen Black Metals kritisierten dies hingegen als Fehlnutzung.

### Als Genre

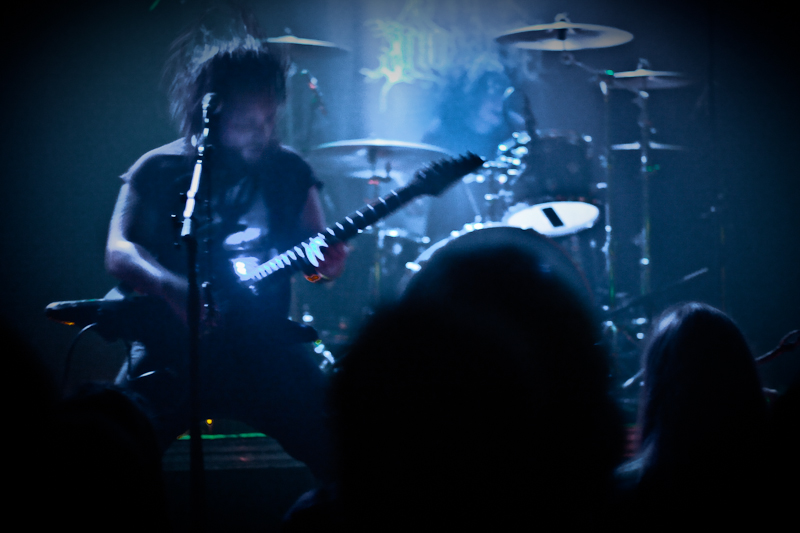
Für die engere Nutzung des Begriffs waren mitunter Wolves in the Throne Room prägend

In den 2010er Jahren fanden weitere Auseinandersetzungen mit dem Terminus Post-Black-Metal statt. Rezensenten sowie Musiker suchten eine Möglichkeit, den Begriff als konkreten Stilbegriff analog zum Post-Metal oder in Anlehnung an Begriffe wie Post-Punk und Post-Hardcore als Musik, die sich stilistisch vom Black Metal entfernt, ohne dabei jeglicher Affinität zum eigentlichen Stil zu entsagen oder vollends mit der Tradition des Stils zu brechen, zu fassen.
Dabei wurde der Begriff spätestens mit dem Erfolg des Albums Sunbather der Band Deafheaven für eine Spielweise des Metal, die insbesondere auf den musikalischen Ideen amerikanischer Bands wie Wolves in the Throne Room, Agalloch und Liturgy aufbaute, gebräuchlich. Eine Abgrenzung zum europäisch geprägten Blackgaze war darüber jedoch nicht umfassend gegeben. Rückblickend wird das 1995 veröffentlichte Album Written in Waters von Ved Buens Ende mit der Entstehung des Post-Black-Metal-Subgenres in Verbindung gebracht.

## Stileinordnung

### Die Sammelbezeichnung

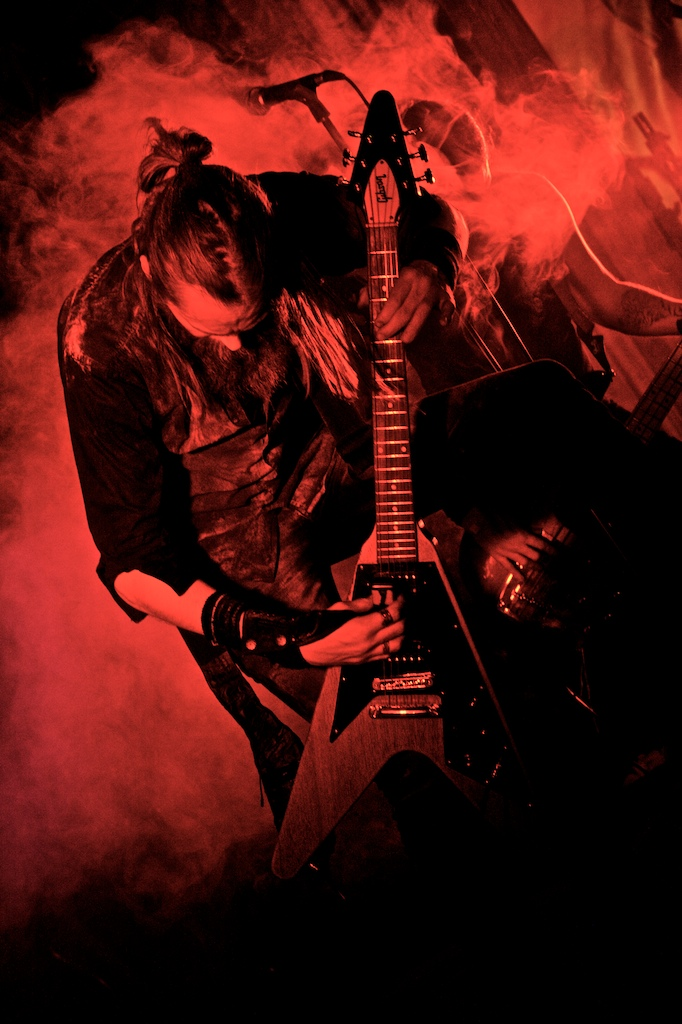
Sólstafir, hier live 2009, gelten bis dato als populäre Vertreter des Post-Black-Metal aufgrund ihres musikalischen Frühwerks

Als Sammelbezeichnung wird der Begriff für Interpreten genutzt, die musikstilistische Facetten des Black Metals aufnehmen und mit anderen Musikstilen kreuzen, ohne dem ideologischen Überbau des Black Metals zu folgen. Andererseits ist der Begriff für Interpreten gebräuchlich, die sich durch eine kulturelle Entwicklung aus dem Black Metal heraus etablierten oder durch subkulturelle oder persönliche Überschneidungen mit diesem verbunden sind.
Arthur von Nagel von Metalsucks.net subsumiert in einer breiten Auslegung des Begriffes alle Entwicklungen, die sich aus der stilistischen Ausformulierung und Kreuzungen des Black Metals seit dem Celtic-Frost-Album Into the Pandemonium ergaben, ohne einen direkten satanischen Bezug aufzuweisen, unter dem Terminus Post-Black-Metal.
Brad Sanders von Liturgy bezeichnet Post-Black-Metal als ein musikalisches Ideal, welches sich von der Bedeutung des skandinavischen Black Metals sowie der Ideologie löst und Black Metal als Stilelement ohne nihilistischen, misanthropischen und satanischen Bezug nutzbar macht. So schreibt Robert Müller vom Metal Hammer bezugnehmend auf die Band Blut aus Nord von „post-satanische[m]“ Post-Black-Metal, „der […] ohne all die esoterischen Konstrukte rein emotional perfide Verstörung ausstrahlt.“
Von Nagel hält, unabhängig vom ideologischen Überbau, jede musikalische Kombination mit Black Metal für potenziell dem Post-Black-Metal zurechenbar. Hier bezeichnet er unter anderem Neofolk, Popmusik, Disco, Jazz, Progressive Rock, Funk, Opernmusik, Klassik und Techno als für den Post-Black-Metal vogelfreie Anknüpfungspunkte. Entsprechend dieser Definitionsbreite des Begriffs werden dem Post-Black-Metal unterschiedlichste Musikgruppen zugerechnet. Der Bezeichnung werden nicht nur Gruppen, die sich musikalisch auf den Black Metal beziehen, untergeordnet, sondern ebenso solche, die sich durch eine kulturelle Entwicklung aus dem Black Metal heraus etablierten oder durch subkulturelle oder persönliche Überschneidungen mit diesem verbunden sind. Neben Interpreten wie Vattnet Viskar, Dornenreich, Fleurety, Sigh, In the Woods…, Ved Buens Ende, Nachtmystium oder Twilight, deren Stil noch merklich vom Black Metal beeinflusst erscheint, werden bis in die Gegenwart solche Gruppen wie The 3rd and the Mortal, Ulver und Sólstafir, die kaum mehr musikalischen Bezug zum Black Metal aufweisen, dem Oberbegriff zugerechnet. Entsprechend lässt sich keine einheitlich Stilbeschreibung der Musik herleiten. Vielmehr umfasst der Post-Black-Metal neben solchen Musikstilen, die dem Black Metal noch stilistisch nahe stehen (wie Blackgaze und Viking Metal), auch vereinzelt Musikgruppen aus Alternative Metal, Trip-Hop oder Ambient.

### Das spezifische Genre
Mit dem zunehmenden Erfolg des Blackgaze, einer Vermengung von Black-Metal-Elementen mit solchen des Postrock und Shoegazing, und der amerikanischen Post-Black-Metal-Szene um Liturgy und Wolves in the Throne Room, im Lauf der 2000er Jahre verbreitete sich die Bezeichnung Post-Black-Metal in einer annähernd synonymen Nutzung zum Blackgaze, was wiederum von Musikern und Anhängern des Post-Black-Metals sowie des Blackgaze kritisiert wurde. Zugleich wurde der Terminus Post-Black-Metal als Stilbezeichnung ohne klare Abgrenzung zum Blackgaze gebräuchlich. Musiker und Rezipienten kritisieren die synonyme Auslegung als einengend und unzureichend. Gemein sei den Bands des Post-Black-Metal neben der Verbindung von stilistischen Elementen des Black Metal mit jenen des Post-Rock, Shoegazing und Post-Metal der vollständige Verzicht auf „Satanismus und Christenhass“ und die gegenläufige Verbindung von „Black Metal und Ökologie“. Rückblickend gilt Agalloch mit der Veröffentlichung des Albums The Mantle und der damit einhergehenden kreativen Öffnung als Pionier des Genres. Währenddessen wird Haela Hunt-Hendrix von Liturgy die Themensetzung zugeschrieben.

## Genrevertreter
- Altar of Plagues
- Deafheaven
- Dämmerfarben
- Exulansis
- Ghost Bath
- Harakiri for the Sky
- Liturgy
- Oathbreaker
- Vouna
- Der Weg einer Freiheit
- Wolves in the Throne Room